# 804 Hispania
A 804 Hispania (ideiglenes jelöléssel 1915 WT) a Naprendszer kisbolygóövében található aszteroida. Josep Comas Solá fedezte fel 1915. március 20-án.